# Хлякина, Оксана Владимировна
Оксана Владимировна Хлякина (род. 28 ноября 1969, Липецк) — российский политический деятель. Член Совета Федерации Федерального Собрания Российской Федерации от Липецкой области (2021 — 2024).
Из-за поддержки нарушения территориальной целостности Украины во время российско-украинской войны находится под персональными международными санкциями  Евросоюза, США, Великобритании и ряда других стран.

## Биография
Свой профессиональный путь начала с фельдшера, работала врачом клинической лабораторной диагностики.
В 2007 г. окончила Ярославский государственный университет им. П. Г. Демидова по специальности «биолог».
После получения высшего медицинского образования возглавила липецкое отделение областного перинатального центра.
В 2017 г. прошла профессиональную переподготовку по программе «Государственное и муниципальное управление» в Межрегиональной академии строительного и промышленного комплекса. В 2021 г. окончила Российскую академию народного хозяйства и государственной службы при президенте РФ. Магистр по направлению подготовки «Государственное и муниципальное управление».
В 2017—2021 гг. — депутат Липецкого областного Совета депутатов VI созыва. 21 ноября 2017 г. Оксане Хлякиной был передан вакантный мандат члена областного совета. Входила в состав фракции «Единая Россия», работала в комитете по социальным вопросам.

### Совет Федерации
21 сентября 2021 г. губернатор Липецкой области Игорь Артамонов подписал постановление о наделении Оксаны Хлякиной полномочиями сенатора — члена Совета Федерации РФ от исполнительного органа власти Липецкой области.
6 октября 2021 года в Совете Федерации Хлякиной Оксане Владимировне вручены удостоверения и нагрудные знаки сенатора, где она вошла в Комитет по социальной политике.

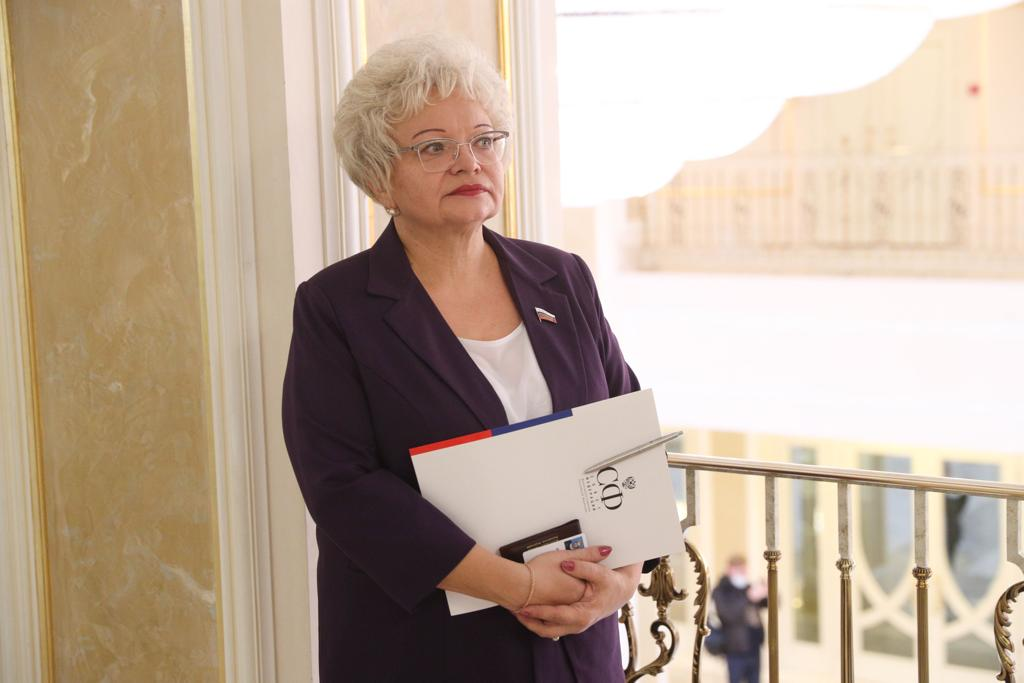
С 1 ноября 2022 года заместитель председателя Комитета Совета Федерации по социальной политике

1 ноября 2022 года Оксана Хлякина назначена заместителем председателя Комитета Совета Федерации по социальной политике.
2 ноября 2022 года Хлякина Оксана вошла в состав «парламентской комиссии по расследованию обстоятельств, связанных с созданием американскими специалистами биолабораторий на Украине».
За период деятельности с октября 2021 года была проделана работа законотворческого, представительного и международного характера.

### Законотворчество
19 ноября 2021 года в Совете Федерации поднимала вопросы антимонопольного регулирования жизненно важных лекарственных препаратов в субъектах России с руководителем ФАСа Максимом Шаскольским.
1 декабря 2021 года был рассмотрен Федеральный закон «О федеральном бюджете на 2022 год и на плановый период 2023 и 2024 годов». Хлякина О. В. обратила внимание Министра финансов Российской Федерации Силуанова А. Г. на недостаточность мер по обеспечению жильём детей-сирот и детей, оставшихся без попечения родителей.
18 декабря 2021 года в соавторстве с другими сенаторами (Кареловой Г.Н., Святенко И.Ю., Варфоломеевым А.Г., Бибиковой Е.В.) внесла в Государственную Думу, законопроект «О внесении изменения в статью 256 Трудового кодекса Российской Федерации». Данная поправка регулирует неполное рабочее время для исчисления пособий по уходу за ребёнком. Законопроект прошёл процедуру первого чтения, во втором чтении был отклонён.
23 декабря 2021 года Хлякина О. В. выступала с докладом о Федеральном законе от 30.12.2021 года, № 499-ФЗ «О внесении изменений в статью 157 Уголовного кодекса Российской Федерации».  Поправки касались выплаты алиментов. Документ о размере алиментов либо заверяется сторонами нотариально, либо выносится постановлением суда. Кроме того, этой же поправкой к Уголовному кодексу была снята уголовная ответственность с плательщиков алиментов, если все обязательства по выплате средств малолетним детям либо нетрудоспособным родителям выполнены в полном объёме.
С целью стимулирования рождения второго и последующих детей Хлякина Оксана Владимировна предлагает более активно использовать налоговые вычеты, чем это предусмотрено в Налоговом кодексе Российской Федерации. На первого ребёнка — 1400 рублей, на второго — 3 тысячи рублей, на третьего и последующих — 5 тысяч рублей. В действующей редакции на первого и на второго ребёнка — по 1400 рублей, на третьего и последующих — по 3 тысячи рублей.

### Встреча с жителями Липецкой области
За три месяца 2021 года к Хлякиной О. В. обратились 17 жителей Липецкой области.
Сенатор помогла главе крестьянско-фермерского хозяйства Липецкого района в получении 5 га земли, создано 9 новых рабочих мест на базе молочной фермы.
Сенатор помогла жительнице Липецкой области в установлении инвалидности соответствующей группы.
Хлякина О. В. оказала содействие жителю Задонского района в решении вопроса с подключением домовладения к централизованному водоснабжению.

### Международная деятельность
Входила в группу по сотрудничеству между Советом Федерации и Национальным советом Словацкой Республики.
Состояла в Правительственной комиссии по вопросам Международной конвенции о борьбе с допингом в спорте.

### Антикоррупционная декларация 2021 года
Доход — 3 061 298 руб. Доход супруга — 776 795 руб.
Жилой дом в пользовании — 188,6 м²., квартира в пользовании — 92,7 м²., квартира — 61,7 м².
Земля для ведения личного подсобного хозяйства в пользовании — 1499 м².
Транспортное средство — автомобиль легковой, Toyota ТОЙОТА МХАА54L.

## Санкции
9 марта 2022 года, на фоне вторжения России на Украину, внесена в санкционный список всех стран Европейского союза, так как она голосовала за ратификацию договоров о дружбе и сотрудничестве с самопровозглашёнными ЛНР и ДНР.
23 марта 2022 года внесена в санкционный список Канады «соратников режима» за содействие в нарушении суверенитета и территориальной целостности Украины.
Указом президента Украины Владимира Зеленского от 7 сентября 2022 находится под санкциями Украины за «поддержку незаконным попыткам России аннексировать суверенную украинскую территорию путем проведения фиктивных референдумов».
30 сентября 2022 года внесена в санкционный список Соединённых Штатов Америки «за аннексию Путиным регионов Украины» и одобрения закона о фейках. Государственный департамент отмечает, что сенаторы  «проголосовали за одобрение просьбы Путина о вводе войск в Украину, что послужило неоправданным предлогом для полномасштабного вторжения России в Украину».
По аналогичным основаниям находится под санкциями Великобритании, Швейцарии, Новой Зеландии и Австралии

## Награды
- Медаль ордена «За заслуги перед Отечеством» II степени (4 октября 2024 года) — за большой вклад в развитие парламентаризма, активную законотворческую деятельность и многолетнюю добросовестную работу[20]